# CzechCloud
CzechCloud, vlastním jménem Petr Žalud (* 18. března 1988 Praha), je český streamer, youtuber, komentátor a bývalý profesionální hráč a mistr světa v karetní videohře Hearthstone.

## Život a kariéra
Narodil se v roce 1988 v Praze. V minulosti pracoval jako O2 Guru u mobilního operátora O2, poté pracoval u firmy Alza.cz jako manažer pro herní události.
Je ženatý a má dvě sestry.[zdroj?] Jeho matka provozuje chovatelskou stanici psů.

### E-sport

#### Hearthstone
V rámci e-sportu se věnoval především karetní videohře Hearthstone, a to už od jejího spuštění v beta verzi. Řadu let působil v českém e-sportovém týmu eSuba, necelé 2 roky působil jako jeho kapitán. Mnohé Hearthstone zápasy také komentoval. V roce 2014 ve hře vyhrál československý turnaj LanCraft Autumn 2014, na turnaji Alienware Hearthstone League 2014 se pak umístil na čtvrtém místě. Na herním portálu Grunex vyhrál v anketě o nejlepšího českého hráče roku 2014 ve hře Hearthstone. V srpnu 2017 pak za tým eSuba vyhrál mezinárodní turnaj Hearthstone Global Games, když se svými českými kolegy porazil výběr Ukrajiny. V roce 2019 byl pozván do sídla herní společnosti Blizzard v Paříži, která je vydavatelem hry Hearthstone.

#### Další videohry
V červnu 2020 se stal ambasadorem e-sportového týmu Entropiq. O měsíc později navázal spolupráci se společností Riot Games. V pozici ambasadora týmu Entropiq skončil v prosinci 2023. V březnu 2020 se zúčastnil turnaje ve hře Legends of Runeterra. V dubnu 2020 dostal jako jeden z prvních českých streamerů přístup k nové hře Valorant. Ve hře se také zúčastnil streamerského turnaje. V roce 2021 se zúčastnil turnaje Twitch Rivals. Zúčastnil se rovněž různých tzv. showmatchů.
V prosinci 2021 uvedl, že ve hraní hry Hearthstone již nevidí žádný smysl. V listopadu 2023 nicméně uvedl, že svůj názor změnil a že hra je podle jeho názoru v současnosti na absolutním vrcholu.
V listopadu 2018 byl uveden do síně slávy českého e-sportu. Na platformě Steam vlastní asi tisíc videoher.

### Působení na sociálních sítích

#### YouTube
Kanál na platformě YouTube s přezdívkou CzechCloud založil již v květnu 2006. První video vydal nicméně až v roce 2008. Jednalo se o pozvánku na regionální turnaj ve hře Yu-Gi-Oh!, který se konal v Brně. Později na svůj YouTube kanál začal umisťovat záznamy nebo sestřihy z jeho živých vysílání na platformě Twitch.
Kromě hlavního kanálu CzechCloud, na kterém má přes 200 tisíc odběratelů, provozuje také kanály CzechCloud Gaming, na který zveřejňuje záznamy živých vysílání z videoher, a Čekyho reakční klubík. V lednu 2024 mu platforma smazala jím vlastněný vedlejší kanál s odůvodněním, že kanál není jeho a že jeho osobě pouze ukradl identitu. Proti rozhodnutí se odvolal, přičemž dodal řadu dokumentů dokazujících jeho vlastnictví kanálu. Společnost nicméně odvolání přesto z nejasných důvodů zamítla.

#### Twitch
Účet na streamovací platformě Twitch si založil v červnu 2012. Ve svých začátcích vysílal primárně hru Hearthstone. Plnohodnotně se začal streamováním živit po úspěchu na mistrovství světa ve hře v roce 2017, kdy ukončil svoji profesionální kariéru.
V říjnu 2020 začal na platformě vysílat sérii rozhovorů s hosty s názvem PlešCast. Název odkazoval na skutečnost, že si nechal ostříhat vlasy do hola. Jako člen poroty se rovněž zúčastnil streamerské akce Tvář Twitche. V lednu 2023 živě vysílal ve spolupráci se stanicí CNN Prima News přenos dění v souvislosti s prezidentskými volbami. V souvislosti s jeho působením v rámci voleb se spekulovalo o tom, že by se mohl stát prezidentovým „mluvčím pro mladé“.
K roku 2024 měl na platformě asi 500 tisíc sledujících, čímž byl co do absolutního počtu čtvrtým nejsledovanějším streamerem v zemi. Na platformě kromě hraní videoher také komentuje aktuální politické dění nebo reaguje na různá videa či aktuální témata.[zdroj?]
Zúčastnil se nebo pořádal také několik charitativních streamů. Spolupracoval také s řadou společností, například Corsair, Madmonq, Elgato nebo HyperX.

### Kontroverze
Na platformě Twitch byl opakovaně zablokován. V lednu 2021 byl platformou zablokován poté, co na streamu ukazoval video z demonstrace, na které se objevila nahá žena. Z nejasných důvodů byl poté na týden zablokován i v květnu 2023.
V srpnu 2023 vyšlo najevo, že státu dluží asi milion korun, protože řadu let vůbec neplatil sociální pojištění. Dle svých slov se po zjištění této skutečnosti „málem sesypal“ a dodal, že na zaplacení dluhu si bude muset již podruhé půjčit.
V listopadu 2023 měl uvést, že si nepřeje, aby na něj reagovali ostatní streameři. Prohlášení vyvolalo pochybnosti, protože během uplynulých let byly reakce na jiné youtubery a streamery jednou z hlavních náplní jím zveřejňovaného obsahu. On sám ale uvedl, že nic takového neřekl, a celou věc uvedl na pravou míru. O několik měsíců dříve byl terčem kritiky poté, co na jednom z živých vysílání sarkasticky „nadával“ dětem, které jedí sladké koblihy.
V prosinci 2023 vysílal v den střelby na Filozofické fakultě Univerzity Karlovy speciální živý přenos, který se střelby týkal. Během streamu vtipkoval o tom, že by daný večer ještě mohl hrát akční hru Call of Duty, ve které je jednou z hlavních náplní střelba do protihráčů. Vtipkoval také o tom, že kdyby někdo zastřelil jeho diváky, sníží se mu jejich počet, což se dle jeho slov „nevyplácí“. Během streamu zdůraznil, že se jednalo pouze o vtipy. Po události s ním ukončila spolupráci organizace Entropiq. Za celou událost se omluvil a uvedl, že bude chtít absolvovat školení novinářské etiky, aby se podobný incident již neopakoval. Doplnil, že přecenil své dovednosti a vědomosti a že doufá, že případ bude pro někoho odstrašující.
Ještě téhož měsíce vydali podcast někteří bývalí moderátoři jeho profilů. Ti uváděli, že se k nim měl chovat nevybíravě, když některým z nich například sdělil rozvázání pracovního poměru ze dne na den. Předmětem kritiky vůči jeho osobě byla také skutečnost, že se vyjadřuje k věcem, kterým podle některých nerozumí, nebo jeho údajná arogance.